# Millwall
Millwall es un barrio del municipio londinense de Tower Hamlets, que ocupa el extremo occidental y meridional de la Isla de los Perros. Se encuentra a 8 km (5 mi) al este de Charing Cross.
Millwall es una zona más pequeña que una parroquia media, ya que formaba parte de Poplar hasta el siglo XIX, cuando se industrializó en gran medida y pasó a albergar los lugares de trabajo y los hogares de varios miles de trabajadores de los astilleros y estibadores. Entre sus fábricas se encontraba la siderurgia naval de William Fairbairn, gran parte de la cual se conserva hoy en día como Burrells Wharf. Fue también en esta época cuando se fundó el Millwall F.C., en 1885, con el nombre de Millwall Rovers.